# Esenița, Varna
Esenița (în bulgară Есеница) este un sat în comuna Vălci Dol, regiunea Varna,  Bulgaria.

## Demografie
Componența etnică a satului Esenița
     Romi (58,24%)
     Bulgari (40,93%)
     Nicio identificare (0,82%)
     Altele (0%)
La recensământul din 2011, populația satului Esenița era de 364 locuitori. Din punct de vedere etnic, majoritatea locuitorilor (58,24%) erau romi, cu o minoritate de bulgari (40,93%). Pentru 0,82% din locuitori nu este cunoscută apartenența etnică.